# Gloeosporium alpinum
Gloeosporium alpinum är en svampart som beskrevs av Sacc. 1878. Gloeosporium alpinum ingår i släktet Gloeosporium och familjen Dermateaceae.   Inga underarter finns listade i Catalogue of Life.